# Irina Tsvila
Irina Tsvila (Óblast de Kiev, RSS Ucraniana; 29 de abril de 1969-Kiev; 25 de febrero de 2022) fue una profesora, activista pública y fotógrafa ucraniana, participante en la guerra ruso-ucraniana y en la batalla de Kiev.

## Biografía
Después de recibir educación pedagógica, trabajó en la Escuela Internacional de Kiev "Meridian" hasta 2006.
En 2014 se ofreció como voluntaria durante la guerra de Dombás para el Batallón Sich, y formó parte de la Brigada de la Guardia Nacional de Respuesta del Ejército de Ucrania. Tsvila murió el 25 de febrero de 2022 durante la batalla de Kiev durante un asalto blindado de militares rusos.

## Arte
Durante la Revolución de la Dignidad y la guerra se dedicó a la fotografía, realizando una exposición personal en el pueblo de Svyatopetrovsky en 2017.
También se dedicó a la escritura, participando en la publicación del libro Voces de la guerra. Historias de veteranos.

## Obras
- Voces de la guerra. Historias de veteranos

## Vida personal
Tsvila estaba casada y tuvo cinco hijos durante su matrimonio. Su esposo también murió durante la batalla de Kiev.